# Melaleuca leucadendra

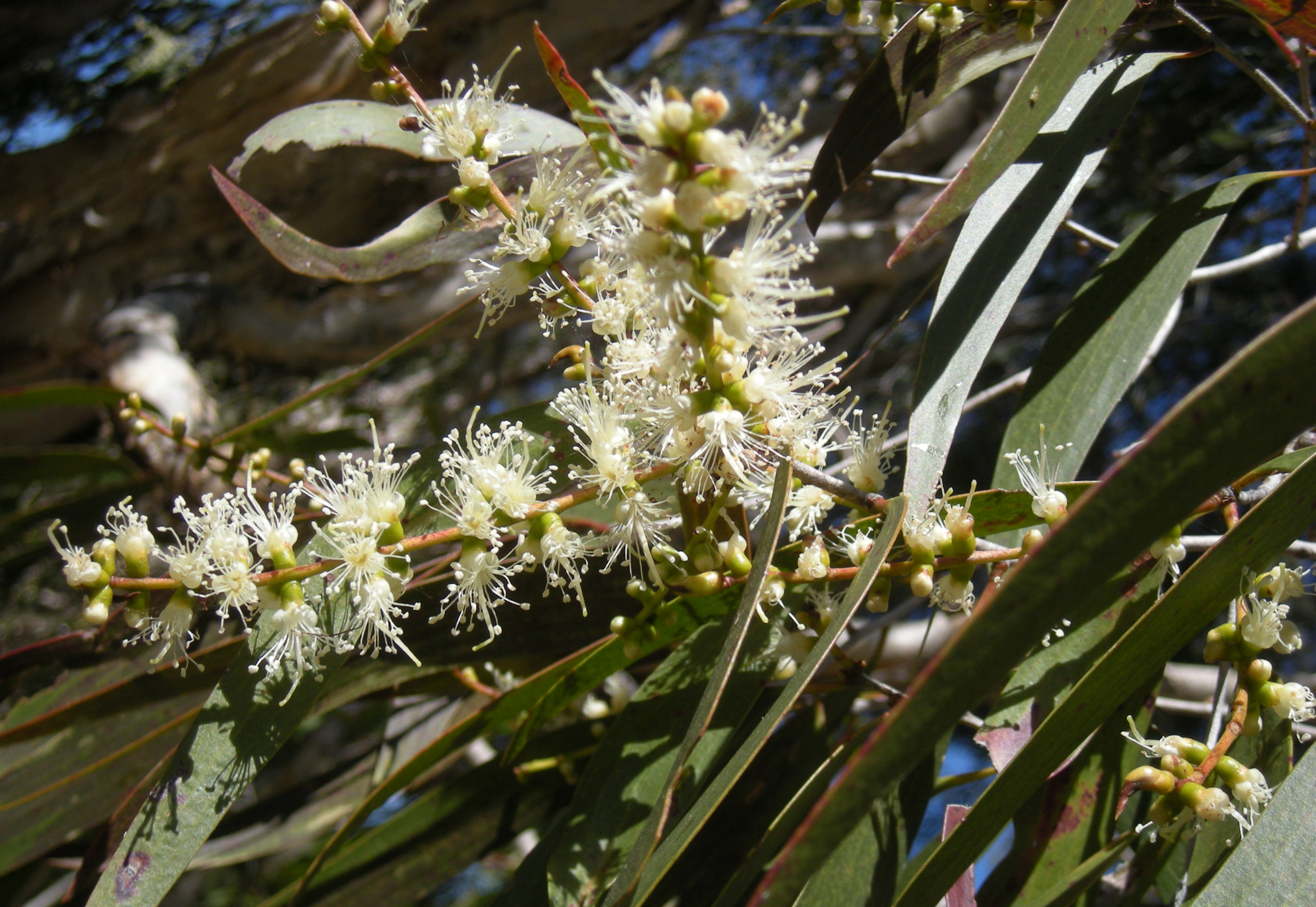
Imagen de flores de Melaleuca leucadendron en el Parque Nacional Mount Archer, Rockhampton, Queensland.

Melaleuca leucadendra es una especie perteneciente a la familia Myrtaceae. Es una planta natural del sudeste asiático y zonas tropicales de Australia, se le conoce popularmente como cayeputi o cajeput.
Es un árbol perenne que puede alcanzar hasta los 25 m de altura con una corteza que se resquebraja. Las hojas de hasta 1m de largo son de color ceniciento, gruesas y lanceoladas. Las flores pequeñas de color crema se reúnen en espigas terminales.

## Propiedades
Según la medicina popular:
- Su aceite esencial (Esencia de cayeput). posee olor agradable, canforáceo, y un sabor amargo. Contiene un 50-60% de cineol, terpineol y sus acetatos, así como otros terpenos y sesquiterpenos. Presenta actividades antibacterianas, balsámicas y antiinflamatorias.
- Por vía interna es estimulante.
- Se utiliza para tratar la rinitis, asma y dolores de muelas.
- Por vía externa para el tratamiento de la psoriasis y afecciones cutáneas.

## Sinonimia
- Myrtus leucadendra L., Herb. Amb.: 9 (1754).
- Leptospermum leucodendron (L.) J.R.Forst. & G.Forst., Char. Gen. Pl.: 48 (1775).
- Meladendron leucocladum St.-Lag., Ann. Soc. Bot. Lyon 7: 64 (1880).
- Cajuputi leucadendron (L.) A.Lyons, Plant Nam.: 479 (1900).
- Myrtus saligna Burm.f., Fl. Indica: 116 (1768).
- Myrtus alba Noronha, Verh. Batav. Genootsch. Kunsten 5(4): 20 (1790).
- Metrosideros coriacea K.D.Koenig & Sims in R.A.Salisbury, Prodr. Stirp. Chap. Allerton: 352 (1796).
- Melaleuca rigida Roxb., Fl. Ind. ed. 1832, 3: 399 (1832).
- Melaleuca mimosoides A.Cunn. ex Schauer in W.G.Walpers, Repert. Bot. Syst. 2: 927 (1843).
- Melaleuca conferta Benth., Fl. Austral. 3: 142 (1867), nom. illeg.
- Melaleuca amboinensis Gand., Bull. Soc. Bot. France 65: 26 (1918).[3]